# Susanna (Daniël)

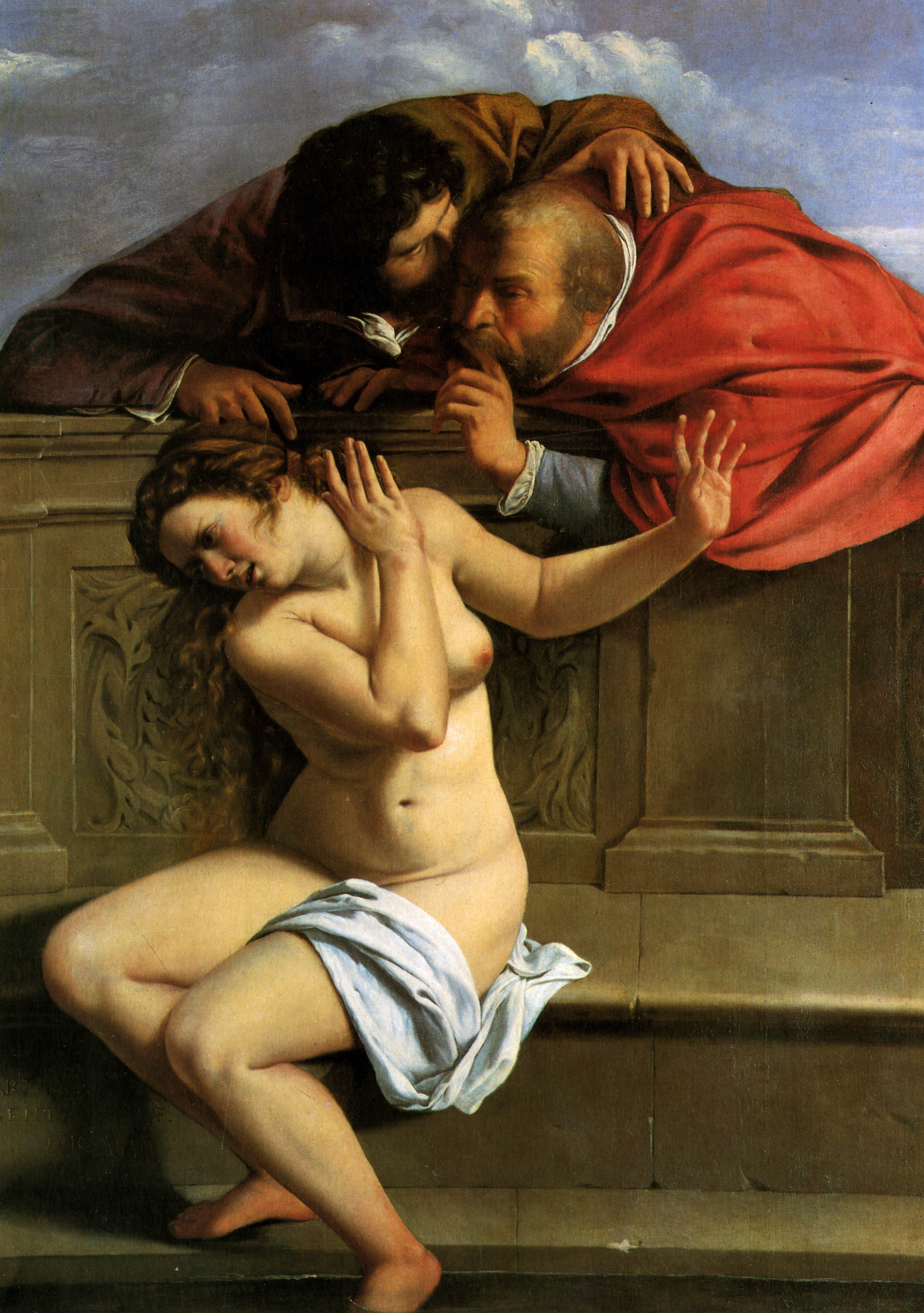
Susanna en de oudsten - Artemisia Gentileschi

Susanna is een vrouw uit hoofdstuk 13 van het boek Daniël van de Hebreeuwse Bijbel. Het verhaal wordt aangeduid als Susanna en de ouderlingen, of Susanna en de oudsten. De voornaam Susanna betekent 'lelie' in het Hebreeuws, het symbool van reinheid.
Het verhaal over haar is opgenomen in de christelijke Bijbel als het deuterocanonieke (apocriefe) gedeelte van het boek Daniël.
Het verhaal hoort tot het derde deel van Daniël en werd oorspronkelijk in het Grieks geschreven. Deze delen komen niet voor in de Masoretische Tekst, maar alleen in de Septuagint (de Griekse vertaling van de Hebreeuwse Bijbel). Ze staan wel in katholieke Bijbelvertalingen, maar niet in protestantse. In het katholicisme wordt zij een heilige, met de feestdag 19 december.

## Verhaal
Het verhaal van Susanna speelt tijdens de Babylonische ballingschap in Babylon, net als de rest van het boek Daniël. Susanna was een mooie, godvrezende vrouw, de dochter van Chelkia en getrouwd met Joakim (Joachim), een zeer rijk man. Op een warme dag baadde zij in een afgesloten tuin, in de veronderstelling dat niemand haar kon zien. Twee oude rechters hadden met elkaar afgesproken haar te verleiden. Zij hadden zich in de tuin verscholen, ziek van verlangen naar de mooie Susanna. Nadat zij haar begluurd hadden, deden zij haar oneerbare voorstellen. Als Susanna zou weigeren, zouden zij haar aanklagen en veroordelen wegens overspel (waar volgens de Thora de doodstraf op stond). Susanna weigerde op de avances van de mannen in te gaan.
De volgende dag klaagden de oudsten Susanna inderdaad aan. Twee eensluidende getuigenissen zijn voldoende bewijs.  Zij werd ter dood veroordeeld. Susanna riep tot God om haar te redden. God verhoorde haar en inspireerde Daniël, een jongeman nog, die in de zaal aanwezig was, om Susanna's onschuld aan te tonen. De uitkomst stond voor Daniël al vast. Hij ondervroeg de twee oudsten onafhankelijk van elkaar, waarbij hij vroeg onder welke boom het overspel plaatsvond. Ze gaven een verschillend antwoord, waaruit bleek dat Susanna onschuldig was. Volgens de Statenvertaling noemde de ene een mastiekboom, de andere een eik. De oudsten kregen de doodstraf die zij Susanna hadden toebedacht.
In het verhaal lopen twee thema's door elkaar heen. Het thema van de 'vervolging van de rechtvaardige' is een thema dat in de Bijbel vaker voorkomt. Verder wordt Daniël geïntroduceerd als bijzonder wijs man, die door zijn wijsheid een leven redt.

## Doorwerking

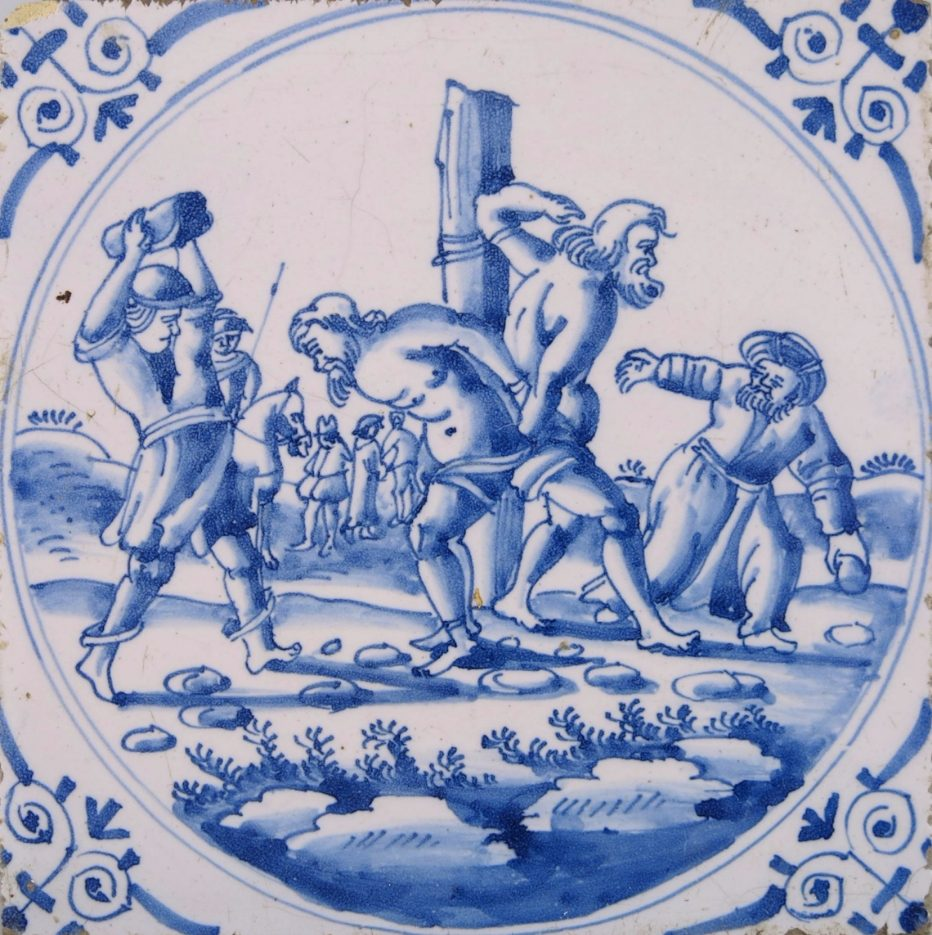
Stenigen van de ouderlingen op een tegel uit de 18e eeuw.

Het Bijbelse verhaal van De kuise Susanna is een veelgebruikt onderwerp in de beeldende kunst. Het gaf kunstenaars de gelegenheid om een mooie naakte vrouw af te beelden. De oudste afbeeldingen zijn aangetroffen in de Romeinse catacomben.
Het verhaal wordt ook afgebeeld op zogeheten Suzannakruiken uit de 16e eeuw. De componist Händel baseerde een oratorium op het verhaal (Susanna, 1749). Marnix Gijsen gebruikte het als inspiratiebron voor zijn roman Het boek van Joachim van Babylon (1947).

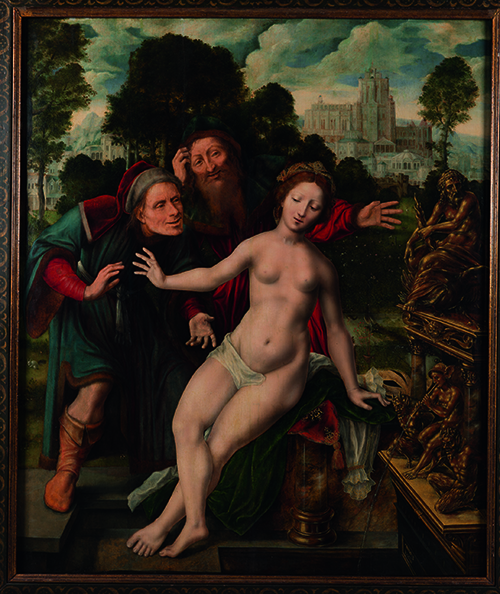
Jan Massys, Suzanna en de ouderlingen, 1540-1560, The Phoebus Foundation